# Ribera Baixa
Ribera Baixa (Tiếng Tây Ban Nha: Ribera Baja) là một ’’comarca’’ trong tỉnh Valencia, Cộng đồng Valencian, Tây Ban Nha.

## Các đô thị bên trong
- Albalat de la Ribera
- Almussafes
- Benicull de Xúquer
- Corbera
- Cullera
- Favara
- Fortaleny
- Llaurí
- Polinyà de Xúquer
- Riola
- Sollana
- Sueca